# .gf
.gfは国別コードトップレベルドメイン（ccTLD）の一つで、フランス領ギアナに割り当てられている。
現在はDOMeNICによって管理されている。